# اومول
اومول (به سوئدی: Åmål) در بخش آومال در کشور سوئد واقع شده‌است. جمعیت این شهر ۱۲۳۷٫۳۷  نفر است.